# WorldFood Kazakhstan

Logo

Die WorldFood Kazakhstan ist eine Fachmesse für die internationale Lebensmittelbranche in Kasachstan. Sie findet seit 1998 jedes Jahr im Atakent Expo Exhibition Centre in Almaty statt und umfasst die Central-Asian International Exhibition “Food Industry”, die Central Asian International Exhibition “Ingredients, additives, spices” und die Central Asian International Exhibition “Packaging, equipment and technologies”.

## Bereiche
Die WorldFood Kazakhstan gliedert sich in folgende Bereiche:
- Fleisch und Geflügel
- Fisch und Meeresfrüchte
- Milcherzeugnisse und Speiseeis
- Fett- und Ölprodukte
- Süßwaren und Backwaren
- Lebensmittelgeschäft
- Gemüse und Früchte
- Dosenprodukte
- Tiefkühlkost
- Fertigprodukte
- Babynahrung und Diätnahrung
- Tee und Kaffee
- Alkoholfreie Getränke
- Alkoholische Getränke

## Daten und Fakten
| Jahr | Zeitraum            | Fachbesucher | Aussteller | Ausstellungsfläche in Quadratmetern | Quellen |
| ---- | ------------------- | ------------ | ---------- | ----------------------------------- | ------- |
| 2008 | 4. bis 7. September | 5.318        | 288        | 7.500                               | [ 1 ]   |
| 2009 | 3. bis 6. September | 4.914        | 225        | 5.500                               | [ 2 ]   |